# Pterygioteuthis giardi
Pterygioteuthis giardi е вид главоного от семейство Pyroteuthidae. Видът не е застрашен от изчезване.

## Разпространение и местообитание
Разпространен е в Австралия, Аржентина, Бахамски острови, Бразилия, Доминиканска република, Еквадор, Индонезия, Китай, Колумбия, Мексико, Нова Зеландия, Перу, САЩ, Тунис, Хаити и Южна Африка.
Среща се на дълбочина от 7,5 до 2250 m, при температура на водата от 2,3 до 28,4 °C и соленост 34,4 – 39 ‰.